# 蘇德科維奇
49°39′50″N 23°13′28″E / 49.66389°N 23.22444°E
蘇德科維奇（烏克蘭語：Судковичі），是烏克蘭西部的村莊，隸屬利維夫州的亞沃里夫區。該村始建於1959年，面積0.78平方公里，海拔高度280米，2001年人口262，人口密度每平方公里334.18人。